# Alain Manesson Mallet
Alain (quelquefois orthographié Allain) Manesson Mallet, né à Paris en 1630 et mort dans cette même ville en 1706, est un ingénieur militaire, géographe et cartographe français.

## Biographie
Alain Manesson étudia les mathématiques et la géométrie auprès de l'ingénieur militaire Philippe Mallet, qui enseignait depuis 1654 au collège de Bourgogne. Manesson Mallet devint ensuite mousquetaire dans le régiment des gardes de Louis XIV.
En 1663, à l'instar de Pierre de Massiac, il partit pour le Portugal, alors en proie à la dernière phase de la guerre de Restauration, pour entrer au service d'Alphonse VI. Sous les ordres du maréchal de Schomberg, il servit comme ingénieur des camps et armées du roi puis comme sargento-mor (grade équivalent à celui de commandant en France) d'artillerie dans la province d'Alentejo. Il fortifia notamment les châteaux d'Arronches (1666) et de Ferreira (1667) et apporta des réparations aux systèmes défensifs d'Évora et d'Estremoz.
Après la signature du traité de Lisbonne (1668), Manesson Mallet revint en France, où il fut nommé maître de mathématiques des pages de la Petite Écurie.
En 1671, il publia la première édition de son manuel illustré de poliorcétique et de science militaire. Les Travaux de Mars, ou l'art de la guerre furent traduits dès l'année suivante en allemand par Philipp von Zesen (Den Arbeid van Mars, Amsterdam, Jacob van Meurs, 1672) et plusieurs fois contrefaits, ce qui atteste du succès de cette œuvre dont une nouvelle édition augmentée en trois volumes parut en 1684.
Vauban, qui avait rencontré Manesson Mallet en 1674, possédait un exemplaire de cette somme dans sa bibliothèque et Pierre Bayle souligna « l'utilité et l'importance » d'un ouvrage « estimé par les plus savants du métier ».
Les Travaux de Mars tenaient compte des publications récentes, telles que les traités de Stevin, d'Errard et de De Ville ou encore les Fortifications du comte de Pagan, que Manesson Mallet connaissait personnellement.

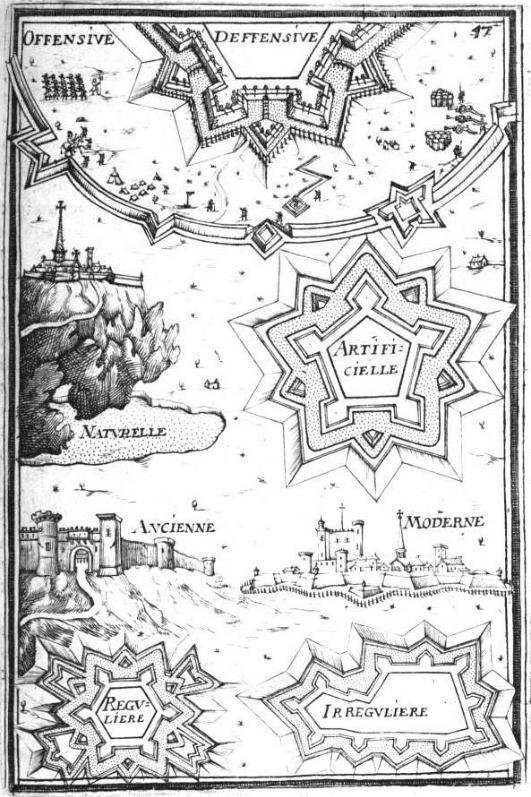
Typologie des fortifications (Les Travaux de Mars, t. I, pl. XXI).
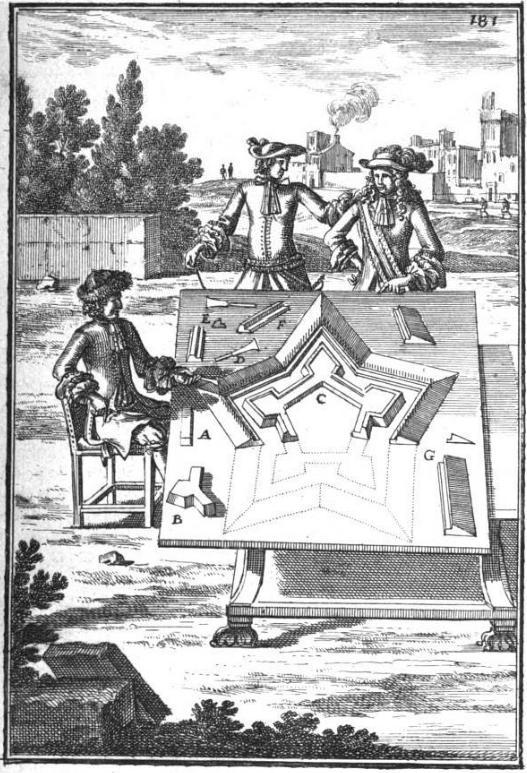
Construction d'un plan-relief (Les Travaux de Mars, t. I, pl. LXXV).
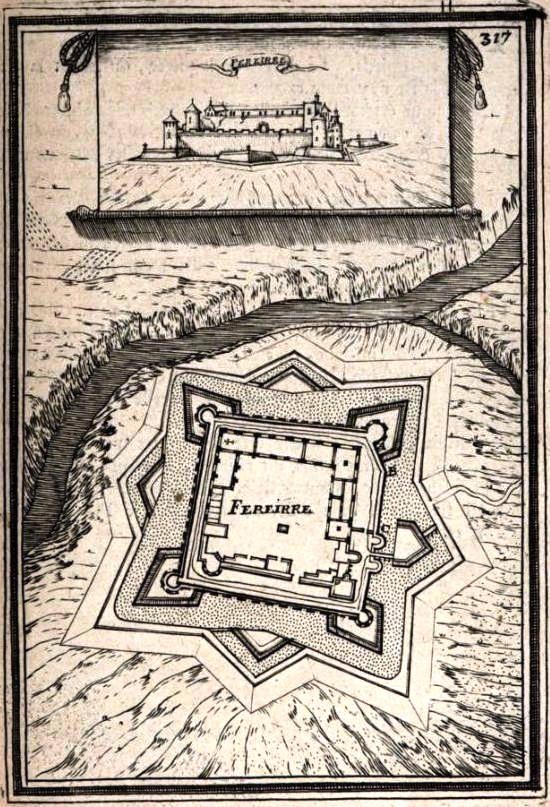
Château de Ferreira, fortifié par Manesson Mallet après le siège remporté par le comte de Schomberg le 27 avril 1667 (Les Travaux de Mars, t. I, pl. CXXXII).

En 1683, Manesson Mallet fit publier une Description de l'Univers en 5 volumes. Ce grand ouvrage, rédigé d'après de nombreux livres de géographie (quelquefois obsolètes) et de récits de voyage, était également recherché par les connaisseurs, principalement pour ses cartes et ses nombreuses gravures plus pittoresques qu'exactes. Bayle le considérait comme « un ramas curieux de mille choses concernant la Géographie et l'Histoire ».

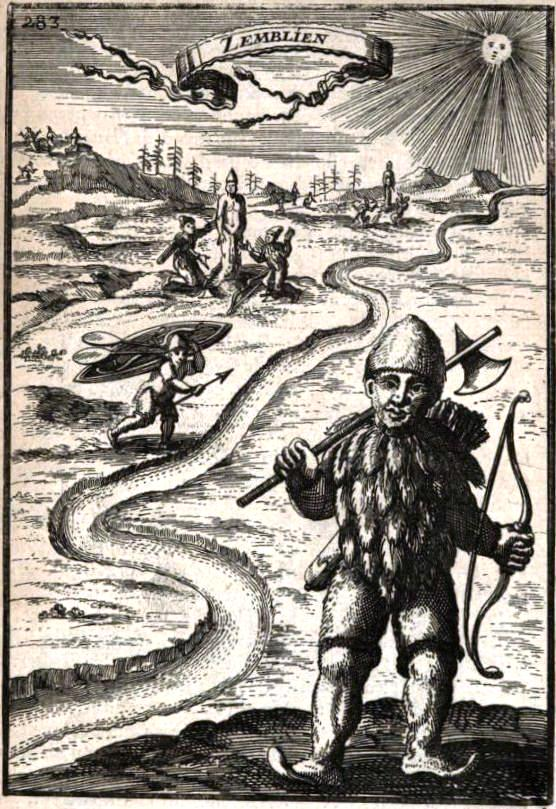
Les Zembliens (Description, t. I, pl. CIII).
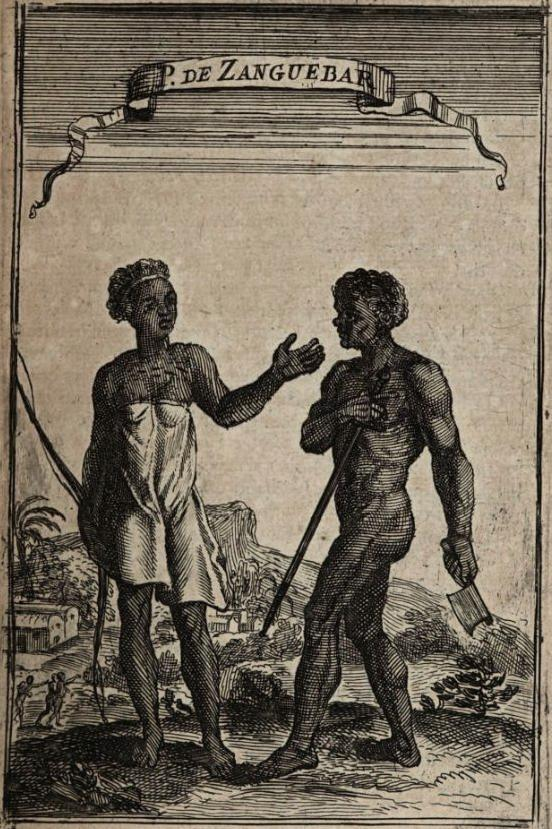
Peuples de Zanzibar (Description, t. III, pl. XXXVI).
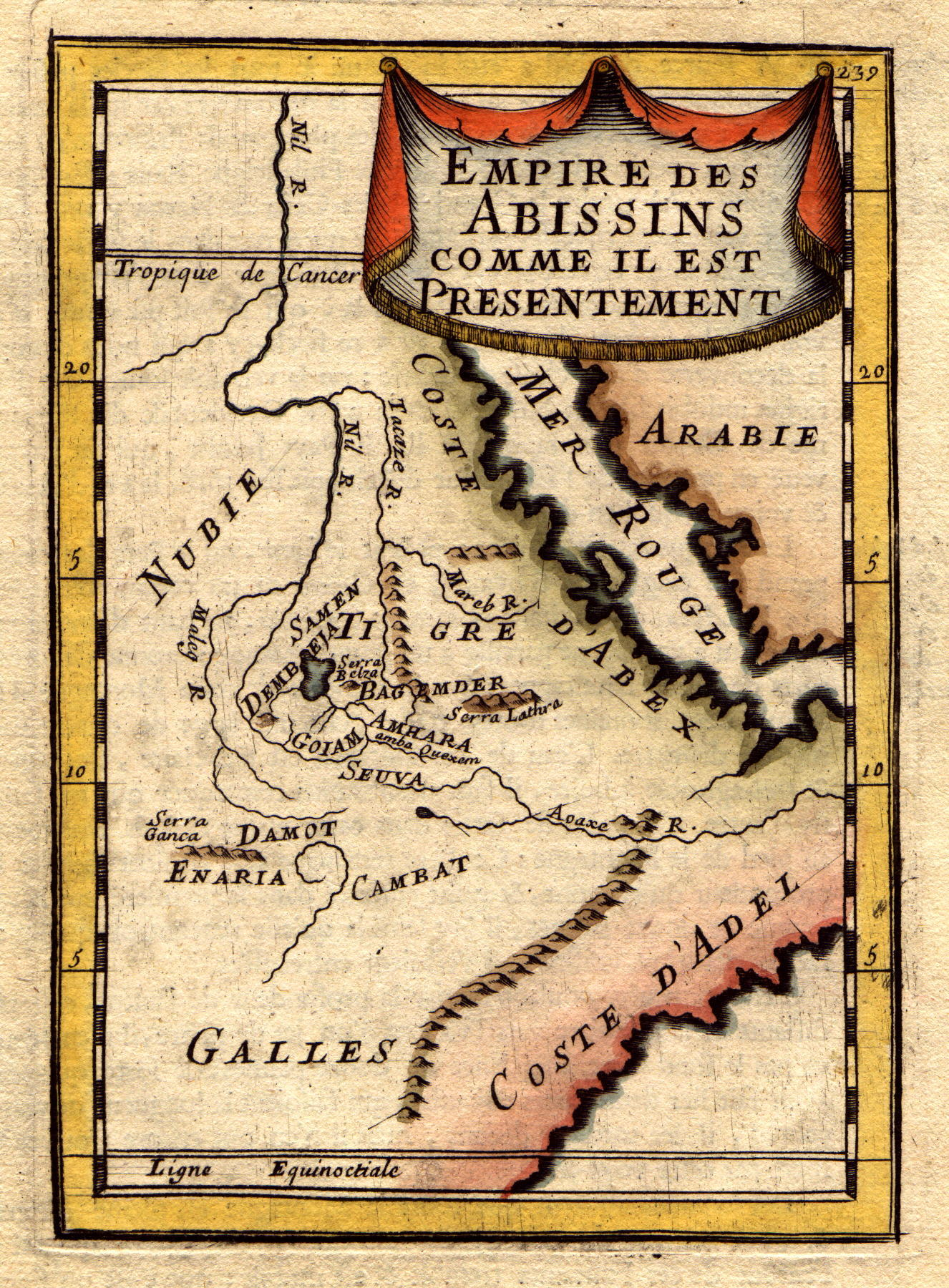
Carte de l'Empire des Abyssins (Description, t. III, pl. XCV).
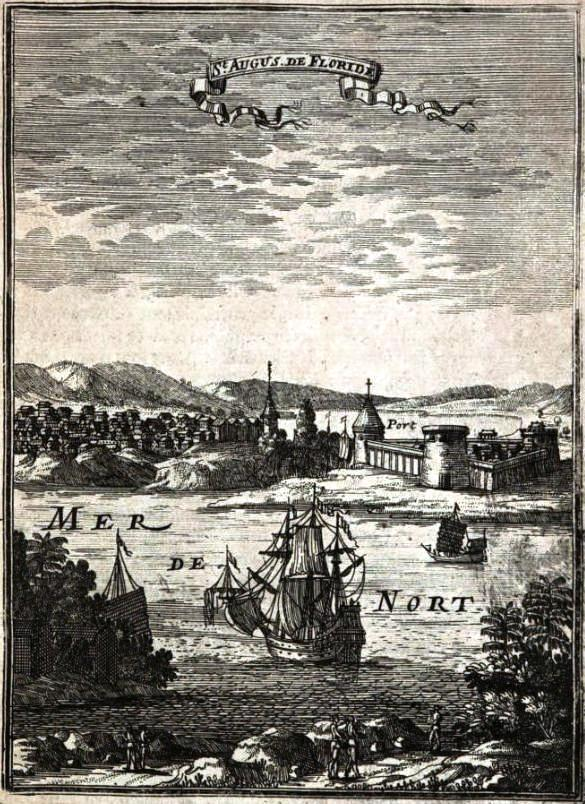
Saint Augustine, en Floride (Description, t. V, pl. CXXIX).

En 1702 parut sa troisième et dernière publication, La Géométrie pratique, fondée sur les cours de Philippe Mallet. Elle est ornée de plusieurs centaines de gravures de vues et de monuments réalisées par Manesson Mallet d'après des œuvres d'Israël Silvestre et des Pérelle.

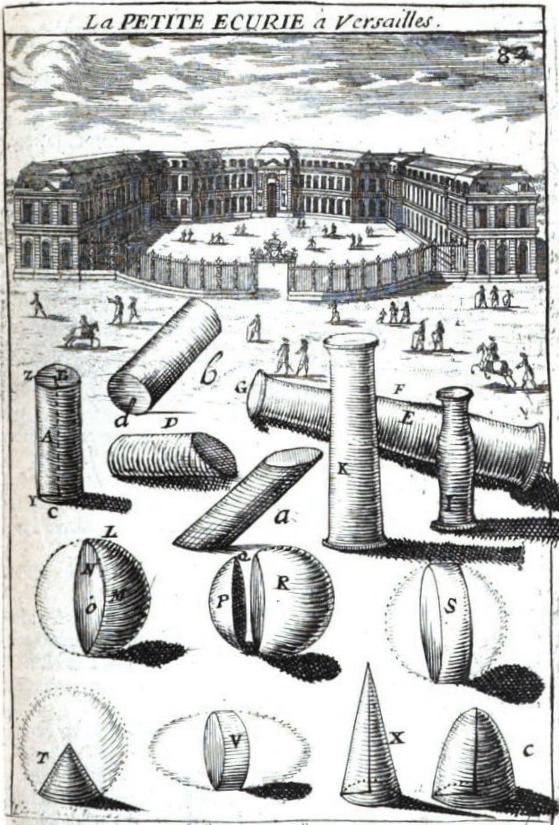
Formes géométriques surmontées d'une vue de la Petite Écurie, où Manesson Mallet enseignait les mathématiques (La Géométrie pratique, t. I, pl. XXXIX).

Bien qu'il ait annoncé dans l'« Avertissement » introduisant cette Géométrie pratique qu'il continuait de rédiger sur la géographie et la marine, Manesson Mallet n'eut pas l'occasion de faire publier un quatrième ouvrage : il mourut en effet quatre ans plus tard, en 1706.
Alexandre Dumas lui a rendu hommage en le mentionnant dans le chapitre LXIX du Vicomte de Bragelonne.

### Publications de Manesson Mallet

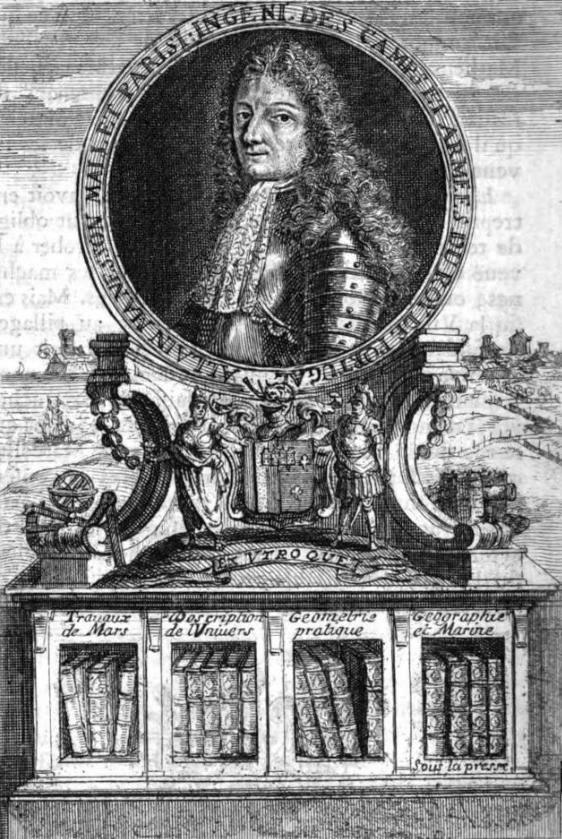
Autoportrait de l'auteur et présentation de ses ouvrages en tête de La Géométrie pratique (1702).

- Les travaux de Mars, ou l'art de la guerre divisez en trois parties, La Haye : Henri van Bulderen, 1696 (Lire en ligne)
- Les Travaux de Mars, ou l'art de la guerre, Paris, Jean Henault et Claude Barbin, 1671.
- Description de l'Univers, contenant les différents systèmes du monde, 5 volumes, Paris, Denis Thierry, 1683.
- Les Travaux de Mars, ou l'art de la guerre nouvelle édition augmentée, 3 volumes, Paris, Denis Thierry, 1684.
- La Géométrie pratique, 4 volumes, Paris, Anisson, 1702.

### Sur Manesson Mallet
- Émilie d'Orgeix, « Alain Manesson Mallet (1630-1706) - Portrait d'un ingénieur militaire dans le sillage de Vauban », Bulletin du Comité français de cartographie, no 195, mars 2008, p. 67-74.